# Theodor Quentin

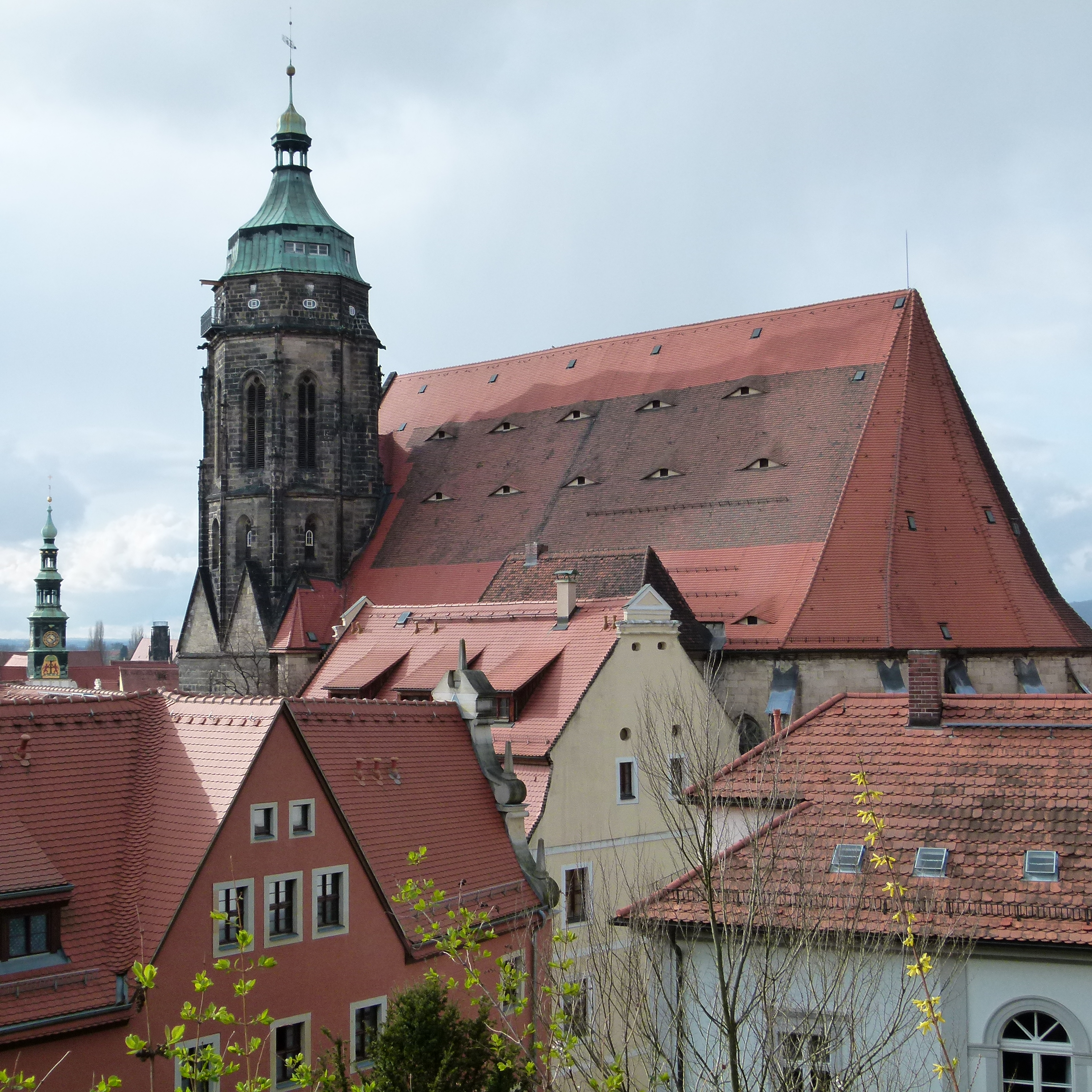
Marienkirche in Pirna

Theodor Quentin (* 1. November 1851 in Preußisch Stargard; † 26. März 1905 in Neuenhof bei Eisenach) war ein deutscher Architekt, der stilistisch als Vertreter der Neogotik gilt und sich besonders in Sachsen und Thüringen im Bereich des Sakralbaus einen Namen machte.

## Leben und Wirken

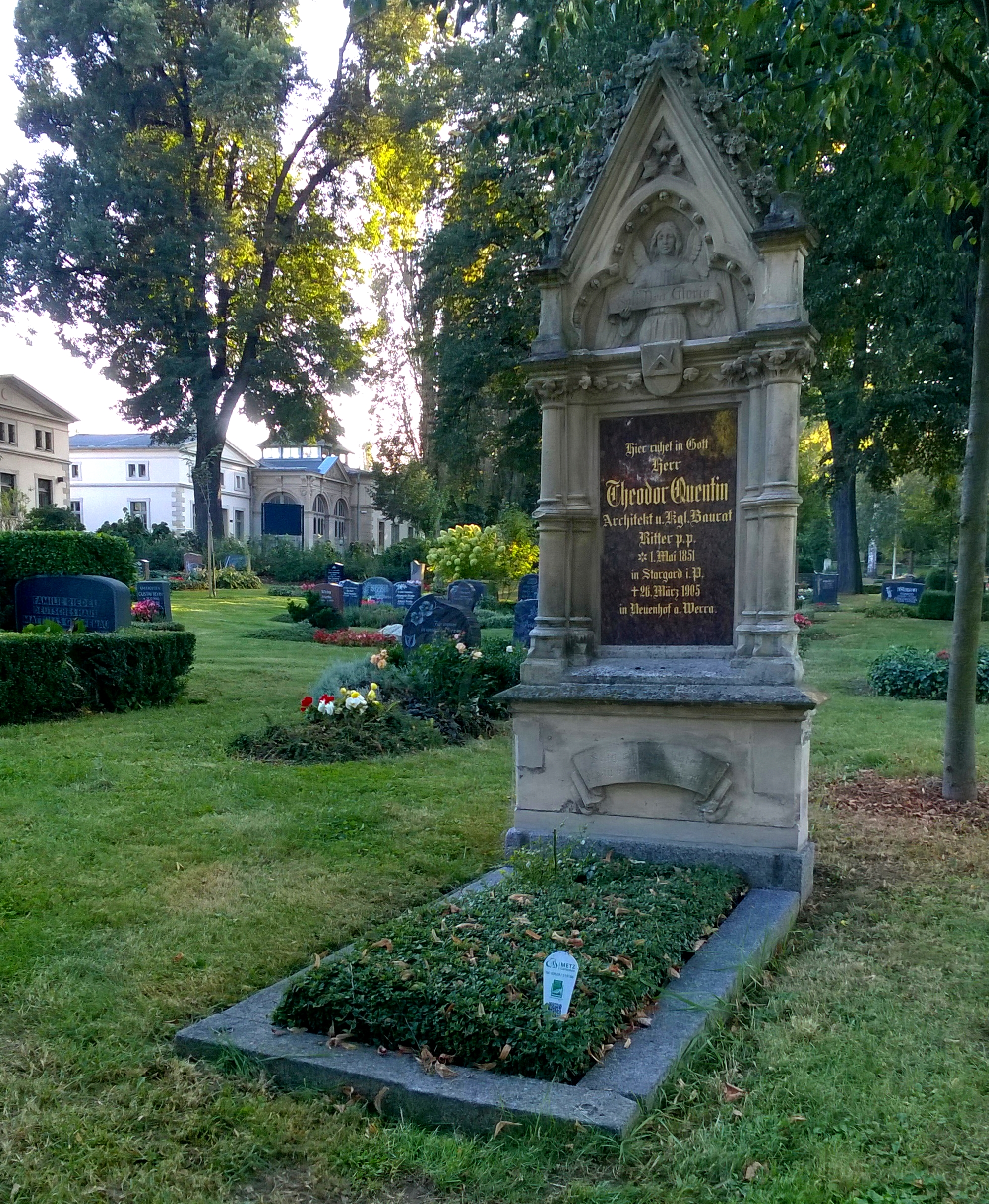
Grabstelle in Pirna

Quentin studierte am Polytechnikum Hannover bei Conrad Wilhelm Hase und machte erste praktische Erfahrungen bei Dombaumeister Franz Josef Denzinger. Bei Denzinger, der mit dem Wiederaufbau des 1867 niedergebrannten Frankfurter Doms betraut war, fand Quentin 1875 seine erste Anstellung. Hier war er mit der Innengestaltung betraut.
Von 1882 bis 1887 wirkte Quentin in Leipzig und war Bauführer beim Neubau der Peterskirche nach Plänen von August Hartel und Constantin Lipsius. Nach Fertigstellung der Peterskirche gründete er in Leipzig ein eigenes Architekturbüro.
Quentin bewarb sich für den Auftrag zur Restaurierung der Pirnaer Marienkirche, den er 1888 erhielt. Er verlegte daraufhin seinen Wohnsitz nach Pirna. Durch die geschickte künstlerische Umgestaltung des Innenraums der Marienkirche qualifizierte sich Quentin für weitere Kirchenbauaufträge, die er in den folgenden Jahren vorrangig in Sachsen umsetzte. Quentin schuf 14 Kirchenneubauten unter anderem die Jakobikirche in Freiberg (1890–1892), die St.-Martins-Kirche in Weinböhla (1893–1895), die Johanneskirche in Meißen (1895–1898), die Kirche Hörnitz (1900–1901) und die St.-Matthias-Kirche in Sondershausen (1904–1905). Außerdem erneuerte er 43 Kirchen, wozu noch zahlreiche Pfarrhäuser, Parentationshallen und dergleichen entstanden.
Quentin erwarb sich auch Verdienste als künstlerischer Vertrauensmann der Kommission zur Erhaltung der Kunstdenkmäler im Königreich Sachsen.
Theodor Quentin starb während einer Dienstreise am 26. März 1905 in Neuenhof bei Eisenach an einem Schlaganfall. Zu dieser Zeit war er mit dem Neubau der Lutherkirche in Rudolstadt betraut, die 1906 fertiggestellt wurde. Quentin wurde in Pirna beigesetzt.

## Familie
Theodor Quentin war in erster Ehe seit 1877 mit der Frankfurter Kaufmannstochter Elisabeth Juliane Sehner verheiratet. Aus der Ehe gingen zwei Söhne und vier Töchter hervor. Seine erste Frau starb 1888 in Leipzig.
In zweiter Ehe heiratete Quentin 1891 Antonie Margarete Lötzsch aus Goselitz bei Leisnig. Aus dieser Ehe gingen nochmals ein Sohn und eine Tochter hervor.

## Stil

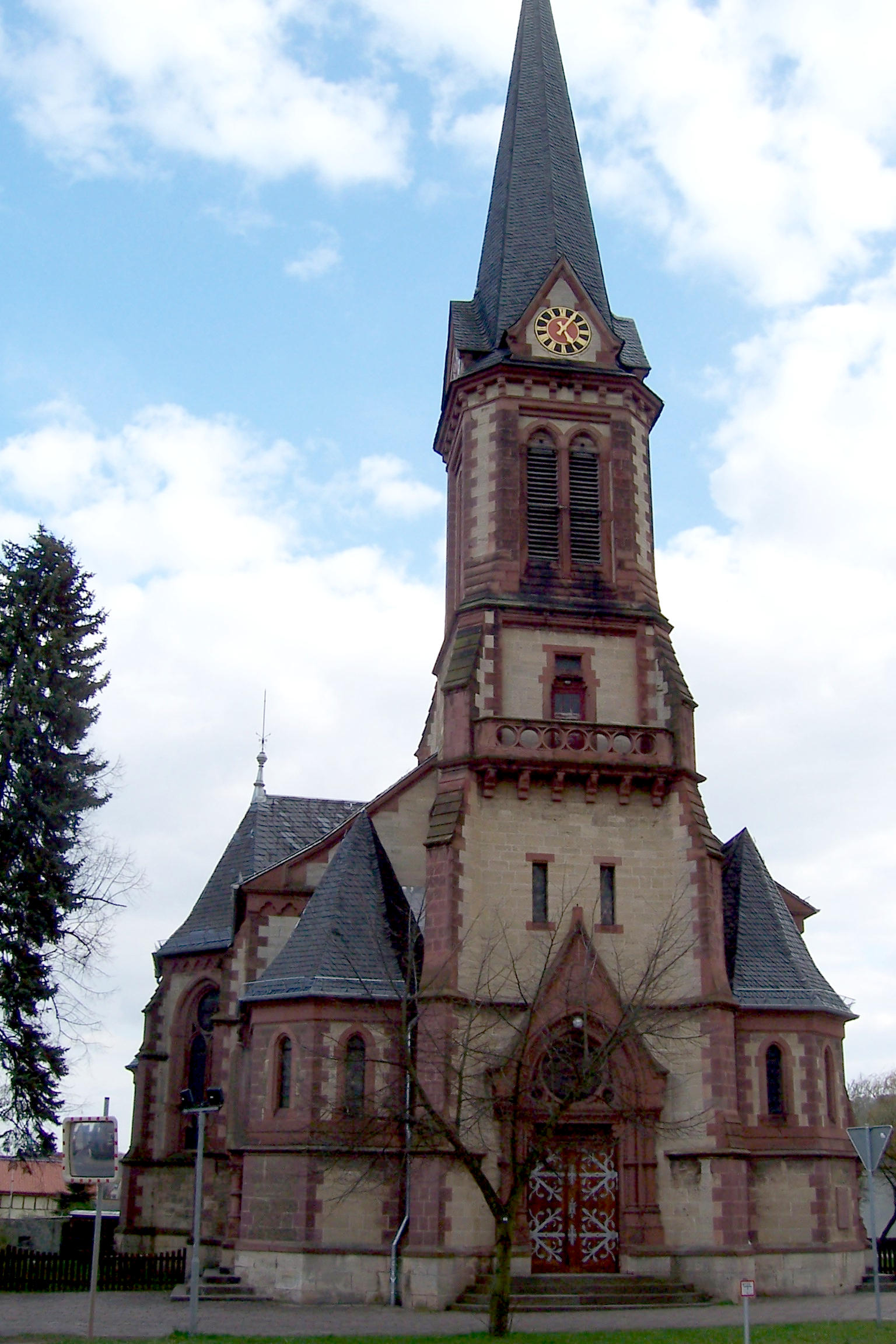
St.-Matthiaskirche in Sondershausen

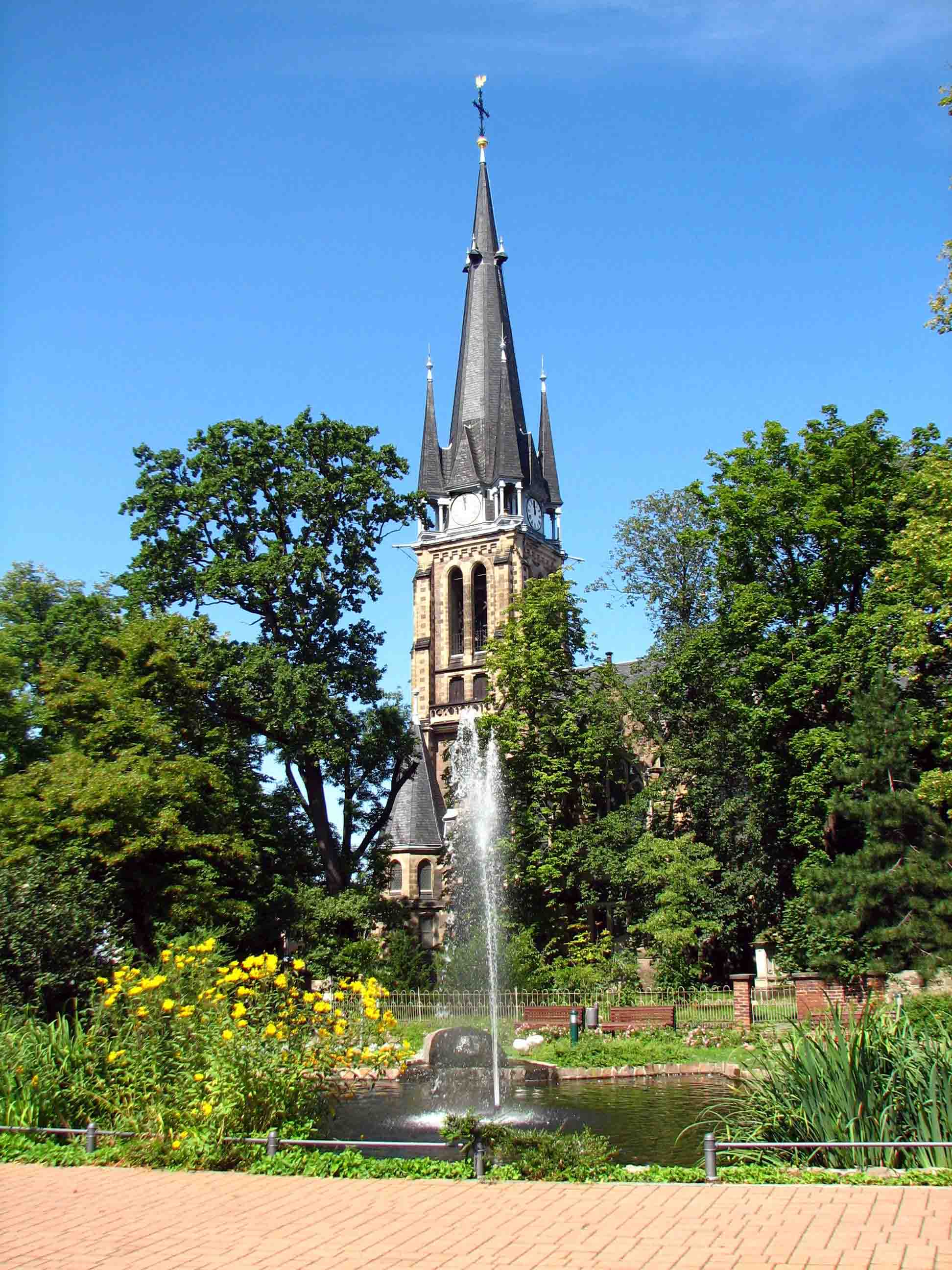
St.-Martins-Kirche in Weinböhla

Er vertrat die Neogotik, jedoch hing Quentin nicht nur starr an überlieferten Formen, sondern entwickelte seinen eigenen Stil, der zuletzt auch Einflüsse des Jugendstils aufwies. Andererseits verabscheute er Fabrikartiges und Schablonenhaftes, wie es nach Meinung vieler Zeitgenossen um 1900 mit dem Beginn der Entwicklung zur Moderne drohte. Der begabte Architekt hatte eine außerordentliche Arbeitskraft, die sich in seinen zahlreichen Werken widerspiegelt. Er verstand es meisterhaft, das geschichtlich Gegebene und Vorhandene mit dem Neuen in Einklang zu bringen. Ein Talent Quentins war auch, dass es ihm durch ernste Selbstbeschränkung und weise Sparsamkeit gelang, mit zur Verfügung stehenden Mitteln auszukommen.

## Werk (unvollständig)
- 1874–1876: Wietzendorf, Neubau Evangelisch-lutherische Kirche St. Jacobi
- 1882–1885: Leipzig, Neubau der Peterskirche
- 1889–1890: Mauersberg, Neubau der Evangelisch-lutherischen Kirche
- 1889–1890: Pirna, Neugestaltung des Innenraums der Marienkirche
- 1890–1892: Freiberg, Neubau der Evangelisch-lutherischen Kirche St. Jakobi
- 1892: Reichstädt (Dippoldiswalde), durchgreifende  Erneuerung  des Inneren und Äußeren der Dorfkirche
- 1892: Zwenkau, querschiffartiger Ausbau der Laurentiuskirche
- 1893: Klix, Neubau der Evangelisch-lutherischen Kirche
- 1893: Umbau der Kirche Güldengossa
- 1893: Kirche Großpostwitz
- 1893–1894: Glaubitz, Erweiterung und Restaurierung der Evangelisch-lutherischen Kirche
- 1893–1895: Weinböhla, Neubau der St.-Martins-Kirche
- 1895–1898: Meißen, Neubau der Evangelisch-lutherischen Kirche St. Johannes
- 1896: Albrechtshain, Umbau der Evangelisch-lutherischen Kirche St. Petri in Albrechtshain
- 1896–1898 Otterwisch, Umbau der Evangelisch-lutherischen Kirche[2]
- 1897–1898: Stolpen, Restaurierung der Evangelisch-lutherischen Stadtkirche
- 1899–1901: Rechenberg-Bienenmühle, Neubau der Kirche Rechenberg-Bienenmühle
- 1899–1903: Stadtilm, umfassende Sanierung der Stadtkirche St. Marien[3]
- 1900–1901: Hörnitz, Neubau der Evangelisch-lutherischen Kirche
- 1900–1901: Neustadt in Sachsen, Neubau der Evangelisch-lutherischen Friedhofskirche
- 1902: Gröditz, Teilneubau (ohne Turm) der Kirche
- 1902/1903: Luisenthal, Neubau der Herzog-Alfred-Gedächtniskirche
- 1902–1903: Ostrau, Neubau der Evangelisch-lutherischen Trinitatiskirche
- 1903–1904: Porschdorf, Neubau der Evangelisch-lutherischen Kirche
- 1904/1905: Hörschel bei Eisenach, Neubau der Kirche Hörschel
- 1904/1905: Sondershausen/Stockhausen, Neubau der St.-Matthias-Kirche
- ab 1904: Rudolstadt, Neubau der Lutherkirche

Schriften
- Zur Erinnerung an die Feier der Grundsteinlegung zur neuen St. Jacobikirche in Freiberg i. S. am 11. Juni 1890. Pirna 1890, OCLC 698869369.